# Bohuslav (Staré Sedliště)

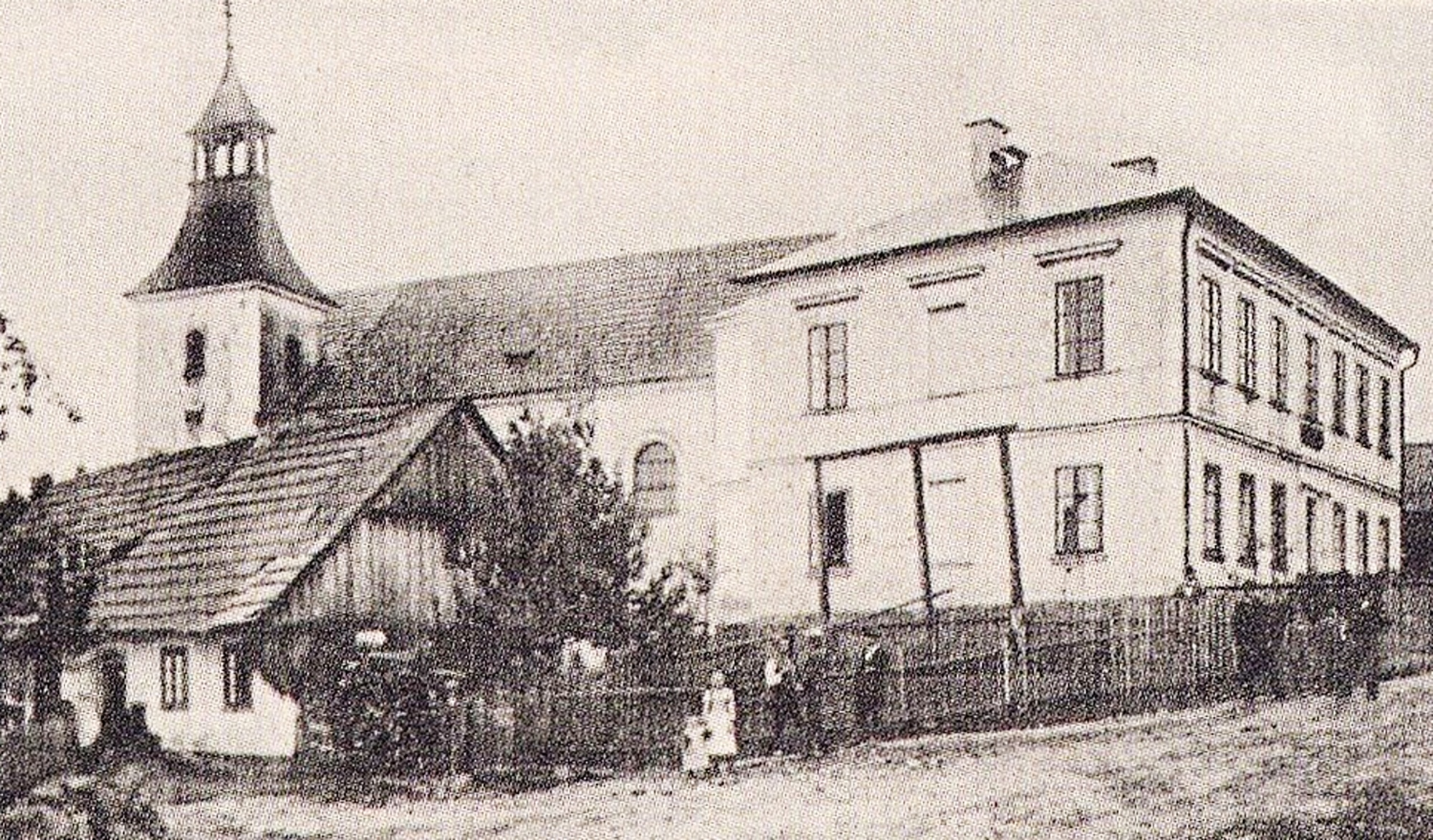
Die St.-Martin-Kirche und die Schule in Bohuslav zu Beginn des 20. Jahrhunderts

Bohuslav (deutsch Wusleben) war ein deutschböhmischer Ort, von dem heute nur noch Wegekreuze zeugen.
Der Ort war eine slawische Gründung und war ein Pfraumberger Chodendorf. Später siedelten hier Oberpfälzer.  Die Pfarrkirche St. Martin ist 1352 ersterwähnt. Der Pfarrhof mit mächtigem Walmdach stammte aus dem 18. Jahrhundert.  Die letzten Dorfbewohner verließen 1948 ihre Heimat. Das Dorf wurde nicht tschechisch neu besiedelt und verödete. Die Häuser wurden vom Militär gesprengt, die Kirche wurde als Lager genutzt. Der 1963 durch Blitzschlag beschädigte Kirchenbau wurde 1966 gesprengt.